# Folkets Röst
Folkets Röst var en stockholmsbaserad halvveckotidning som utgavs av hovrättsnotarie Franz Sjöberg mellan åren 1849 och 1861. Tidningen var kontroversiell och väckte bland annat uppseende genom sin hårda kritik mot de liberala strömningarna i landet, främst representerade av Aftonbladet. Sjöberg var även känd som antisemitismens främsta språkrör i Sverige, och använde stundtals Folkets Röst som ett propagandaorgan riktat mot judar.